# Aeroportul Nottingham
Aeroportul Nottingham (IATA: NQT, ICAO: EGBN) este un aeroport din Tollerton⁠(d), Rushcliffe, Nottinghamshire⁠(d), Nottinghamshire, East Midlands, Anglia, Regatul Unit ce deservește zona Nottingham.
Situat la o altitudine de 42 m, aeroportul dispune de 2 piste.

## Infrastructură

### Piste
Aeroportul dispune de 2 piste. Pista 09/27 are suprafața de asfalt și dimensiunile 1.050 m × 30 m. Pista 03/21 are suprafața de asfalt și dimensiunile 821 m × 23 m. 